# Boneia bidens
Il pipistrello della frutta di Manado (Boneia bidens Jentink, 1879) è un pipistrello appartenente alla famiglia degli Pteropodidi, unica specie del genere Boneia Jentink, 1879, endemico dell'isola di Sulawesi, Indonesia.

## Etimologia
L'epiteto generico deriva dalla località di Bonè, nella parte settentrionale dell'isola di Sulawesi, dove fu catturato l'olotipo. Il termine specifico fa riferimento invece alla caratteristica di avere due soli incisivi superiori.

## Descrizione

### Dimensioni
Pipistrello di medie dimensioni, con la lunghezza dell'avambraccio tra 94,3 e 103,5 mm, la lunghezza della coda di circa 24,5 mm e un peso fino a 194 g.

### Caratteristiche craniche e dentarie
Il cranio presenta un palato ampio anteriormente e le ossa pre-mascellari separate dal rostro. I canini superiori sono molto robusti alla base, quelli inferiori sono diretti verso l'esterno mentre i due incisivi interni superiori sono mancanti, almeno negli esemplari adulti.
Sono caratterizzati dalla seguente formula dentaria:

### Aspetto
La pelliccia è corta. Le parti dorsali sono marroni scure cosparse di peli color ruggine sulla groppa, la testa è più scura, mentre le parti ventrali sono bruno-grigiastre. La nuca e i lati del collo sono giallo-brunastre dorate. È presente un ciuffo di peli rigidi ed untuosi intorno alle ghiandole situate su entrambi i lati del collo. Il muso è lungo ed affusolato, gli occhi sono grandi. Le orecchie sono larghe con la punta arrotondata e con un piccolo lobo antitragale. Le membrane alari sono attaccate lungo i fianchi del corpo e posteriormente sul primo dito del piede. È sempre presente l'unghia sul secondo dito della mano. La coda è lunga quanto la tibia, la quale è priva di peli, mentre l'uropatagio è ridotto ad una sottile membrana lungo la parte interna degli arti inferiori.

## Biologia

### Comportamento
Si rifugia all'interno di grotte dove forma piccole colonie. È in grado probabilmente di emettere ultrasuoni rudimentali in maniera simile ai membri del genere Rousettus.

### Alimentazione
Si nutre di frutta.

### Riproduzione
Due femmine gravide sono state catturate nei mesi di giugno e luglio.

## Distribuzione e habitat
Questa specie è limitata alle isole di Sulawesi, Lembeh e Buton.
Vive nelle foreste primarie tra i 200 e i 1.060 metri di altitudine.

## Tassonomia
Il genere è stato per diversi anni incluso in Rousettus. Recenti studi filogenetici hanno invece rivelato una parentela con Harpyionycteris e Dobsonia, elevandolo nuovamente al rango di genere distinto.

## Conservazione
La IUCN Red List, considerata la perdita graduale del proprio habitat stimata in più del 30% nei prossimi 10 anni, classifica B. bidens come specie vulnerabile (VU).